# Fuxin
Fuxin (xinès: 阜新, pinyin: Fùxīn, anglès: Fusin) és una ciutat-prefectura de la província de Liaoning, al nord-est de la República Popular de la Xina.
Té una població aproximada de 635.500 habitants i és un centre industrial.

## Administració
Fuxin es divideix en 4 districtes, 1 comtat i 1 comtat autònom:
| Mapa | Mapa                        | Mapa             | Mapa                     | Mapa            | Mapa       | Mapa            |
| ---- | --------------------------- | ---------------- | ------------------------ | --------------- | ---------- | --------------- |
|      |                             |                  |                          |                 |            |                 |
| #    | Nom                         | Xinès            | Pinyin                   | Població (2003) | Àrea (km²) | Densitat (/km²) |
| 1    | Districte Haizhou           | 海州区           | Hǎizhōo Qū               | 280.000         | 97         | 2.887           |
| 2    | Districte Xinqiu            | 新邱区           | Xīnqiū Qū                | 90.000          | 128        | 703             |
| 3    | Districte Taiping           | 太平区           | Tàipíng Qū               | 180.000         | 108        | 1.667           |
| 4    | Districte Qinghemen         | 清河门区         | Qīnghémén Qū             | 70.000          | 105        | 667             |
| 5    | Districte Xihe              | 细河区           | Xìhé Qū                  | 160.000         | 126        | 1.270           |
| 6    | Comtat Zhangwu              | 彰武县           | Zhāngwǔ Xiàn             | 420.000         | 3.635      | 116             |
| 7    | Comtat autònom Fuxin Mongol | 阜新蒙古族自治县 | Fùxīn Měnggǔzú Zìzhìxiàn | 730.000         | 6.246      | 117             |